# Antonia Louisa Brico
Antonia Louisa Brico (Róterdam, 1902-ibíd., 1989) fue una directora de orquesta y pianista neerlandesa de renombre que, desde el silencio de su trayectoria, revolucionó el mundo de la música. 
Fue la primera mujer en dirigir la Berliner Philarmoniker y la New York Philharmonic Orchestra. Durante décadas, luchó incansablemente para hacerse un lugar entre los grandes de la música clásica, pero su destreza como directora chocó siempre con su condición femenina. La prensa, los altos cargos de varias orquestas y la marginación social y laboral de las mujeres propias de la sociedad que la vio crecer le denegaron el reconocimiento que merecía. Entre otros, estudió con Paul Steindorff, Zygmunt Stojowski y Karl Muck. Ejerció también de profesora. Dos de sus alumnas fueron Philippa Schuyler, pianista prodigio y compositora, y Judy Collins, que posteriormente sería una reconocida cantante de música folk y mantendría siempre una relación estrecha con Brico.

## Biografía
Se ha considerado que la división de la vida de Antonia Brico en cuatro etapas facilita mucho la comprensión; aun así, hay que advertir que se trata de una clasificación puramente histórico-temporal, y que sólo se deben incluir los hechos que han sido seleccionados como más significativos a la hora de explicar la vida de la directora.[cita requerida]

### Primera etapa (1902-1926)
Antonia Louisa Brico nació en Róterdam el 26 de junio de 1902. De sus padres biológicos se sabe más bien poco, por no decir que no se tiene ningún dato real. Fue adoptada por el señor y la señora Wolthuis, los cuales la rebautizaron por Wilhelmina Wolthuis. Emigraron el 1907 hacia los Estados Unidos, a la ciudad de Los Angeles. Allá, una joven Antonia (Wilhelmina) empezó a recibir clases de piano. Desde la primera vez que tuvo la oportunidad de escuchar al pianista y director Paul Steindorff tuvo claro que quería dedicarse a la dirección de orquesta.
En 1919, cuando se graduó del instituto de educación secundaria, supo que era una chica adoptada. Marchó de su casa, y olvidó a sus padres adoptivos para no volver a tener contacto con ellos nunca más. Se matriculó en la Universidad de California en Berkeley para estudiar artes liberales. Acabó la carrera en 1923, después de cuatro años haciendo de asistente de Paul Steindorff, pianista y director (en aquel momento, de la Ópera de San Francisco) que se convirtió en su primer mentor musical. Sus aspiraciones pasaban por la enseñanza y la dirección de orquesta, pero apenas pudo acceder a la primera; en la época, la dirección no era un trabajo para mujeres. De este modo fue cómo, reclamando su nombre originario (Antonia Brico), emigró a Nueva York para estudiar piano con uno de los pianistas más influyentes del momento, Sigismond Stokowski. Lo hizo durante dos años. Finalmente, en 1926 se trasladó a Hamburgo, dejando atrás la América de su adolescencia y de poco reconocimiento personal y profesional.

### Segunda etapa (1926-1942)
El año 1926, Antonia Brico viajó a Hamburgo, donde Karl Muck (que había sido director de la Boston Symphony Orchestra) dirigía ya la filarmónica de la ciudad. Armada con una carta de presentación, consiguió que Muck, uno de los directores de orquesta más aclamados del momento, se convirtiera en su mentor musical. Brico fue una de las muy pocas alumnas que tuvo Karl Muck (estudió con él durante cuatro años), y además fungió como asistente, de forma que su aprendizaje fue continuo. Completó la formación europea asistiendo a las clases de dirección que se ofrecían en la Academia Estatal de Música de Berlín, y consiguió ser, en 1927, la primera estadounidense graduada.
En 1930, con 28 años, Antonia Brico debutaba como directora, y no lo hacía con una batuta cualquiera: dirigió la Orquesta Filarmónica de Berlín, y se convirtió así en la primera mujer que lo hacía. Además, la crítica del concierto fue extraordinariamente buena. El Allgemeine Zeitung dijo:

Miss Brico ha demostrado dotes sorpresivas e inequívocas como directora. Es más habilidosa, lista y musical que muchos de sus colegas masculinos que nos aburren aquí en Berlín» [traducción propia].

A pesar de las buenas críticas de Berlín, Brico no disfrutó de la misma aceptación en Estados Unidos, donde había vuelto buscando un trabajo estable como directora titular de orquesta. Dirigió la Orquesta Sinfónica de San Francisco y la Orquesta Sinfónica de Los Ángeles, pero solo como directora invitada. En las pruebas que hizo para ser residente en la segunda, fue rechazada. Es así como, durante el periodo de 1930-1932, Brico volvió a aventurarse en Europa, donde su talento era más considerado. Hizo una gira con varias orquestas de Polonia, Alemania y los Balcanes, pero en 1932 volvió a los Estados Unidos.
Durante el inicio de los años treinta, y a pesar de las dificultades que le empezaba a representar el hecho de ser mujer y dedicarse a la dirección de orquesta, Antonia Brico debía de ser un personaje con una importancia social creciente. Nos lo demuestra la etapa de la cual hablamos que, si bien la enfrentó con las intolerancias más radicales, podríamos considerar como la más productiva. En 1933 Brico debutaba como directora de orquesta en la ciudad de Nueva York, donde se había establecido. Lo hacía ante la Musicians' Symphony Orchestra (una de las orquestas americanas más prestigiosas del momento) en el Metropolitan Opera House. Las críticas fueron extremadamente buenas. The Pictorial Review  decía: «Con solo tres ensayos, la señorita Brico hizo tocar esa orquesta como nunca antes había tocado.» De hecho, se programó un segundo concierto, y hasta un tercero, pero éste no llegó a realizarse. El tenor solista, John Charles Thomas, rehusó actuar por esta razón: una mujer directora le robaría todo el protagonismo.
Y es que el clima de la época era extremadamente machista. De hecho, una de las iniciativas más innovadoras  en la trayectoria de Antonia Brico es la creación, en 1934, de la New York Women's Symphony. Después de otro intento fallido de encontrar trabajo como directora residente, Brico la fundó para reivindicar a la mujer como instrumentista y música,  como individuos que podían  tocar perfectamente el corno inglés o el trombón. Evidentemente, la tarea social de un proyecto como este no pasó desapercibida. Antonia contó con el prestigioso apoyo de La Guardia, en aquellos momentos alcalde de Nueva York, y de Eleanor Roosevelt, primera dama del país. La primera temporada de la New York Women's Symphony fue en 1935, y hasta el año 1939 (año en el cual empezaron a admitirse hombres, con el consiguiente cambio de nombre de la orquesta: Brico Symphony Orchestra) funcionó con éxito.
Siempre teniendo en cuenta la posición social de la mujer en la época y las repercusiones que esto tenía sobre sus aspiraciones laborales y profesionales, podemos afirmar que los treinta fueron la década de oro para Antonia Brico. En 1938 —probablemente a raíz del renombre que le dio su papel al frente de la Women's Symphony— se convirtió en la primera mujer de la historia que dirigía la New York Philarmonic Orchestra. Fue en el Lewis Stadium, en un concierto encabezado por la primera sinfonía de Sibelius —que volvió a recibir muy buenas críticas. El mismo año Brico tomaría las riendas de una producción operística, Hansel y Grettel de Humperdinck, que estrenó en la New York Hippodrome Opera. También fue invitada a dirigir la San Francisco Bay Region Symphony Orchestra (concierto del cual conservamos dos fotografías que ilustran perfectamente la situación de Brico dentro del panorama musical y social del momento).
Pero no todo el mundo estaba de acuerdo con el ascenso social y cultural de Antonia, que —no lo olvidemos nunca— era una mujer. De hecho, aún con todos los éxitos de los cuales hablamos, la directora continuaba sin poder acceder a un lugar permanente en una orquesta. Todos los proyectos que hemos mencionado hasta el momento fueron simples encargos o promovidos por ella misma. Y en este contexto hace falta también remarcar que su estreno como directora en Nueva York no fue del todo plácido. Dos de los máximos encargados de la New York Philarmonic Orchestra, Charles Guggenheimer y Arthur Johnson, publicaron artículos en el Times —en una línea predecible, en la cual se criticaba sistemáticamente a todas las mujeres directoras que invitaba la orquesta— donde se podía leer la intolerancia machista sin tener que hacer un gran esfuerzo interpretativo:

«El problema con Antonia Brico es que ha nacido cincuenta años demasiado pronto.»

«Es una desgracia que una mujer dirija esta orquesta.»

se encuentran entre las frases más célebres de los críticos de las revistas norteamericanas. Se conservan algunos de estos artículos, absolutamente desgarradores en algunos fragmentos (se juzgan predominantemente aspectos extramusicales, y evidentemente irrelevantes para la crítica):

«En la Casa Blanca, no hace mucho, Anna Eleanor Roosevelt recibió una invitada extraña y desconocida. Se llamaba Antonia Brico. Tenía una actitud decidida y ojos oscuros y ardientes. Su propósito era interesar a la esposa del presidente en la orquesta sinfónica de una mujer. La señora Roosevelt quedó tan impresionada que la semana pasada se anunciaron cuatro conciertos de Brico, el primero en Manhattan el 18 de febrero. Antonia Brico es una directora de orquesta que, como la errática Ethel Leginska, utiliza una chaqueta que se parece a la de un antiguo Prince Albert.»

Documentos como este son reveladores de la imposibilidad laboral y social que sufrían las mujeres. Antonia Brico  ejemplifica esta falta de interés en todo aquello liderado y protagonizado por la mujer, en la primera mitad del siglo XX, donde se suceden las producciones culturales generadas por artistas de género femenino. Brico no pudo disfrutar de la plenitud de su carrera como directora, porque se le negó el acceso al circuito musical de la época: a pesar de haber dirigido con éxito las mejores orquestas del mundo, continuaba sin el reconocimiento profesional que brindaba el hecho de ser residente en una de ellas.

### Tercera etapa (1942-1971)
En el año 1942, en plena Segunda Guerra Mundial, Antonia Brico se trasladó a Denver, lejos del clima enrarecido de Nueva York que, a pesar de haberle dado la oportunidad de mostrar su talento en numerosas ocasiones, no la acogió definitivamente. En Denver, Brico enseñó piano y dirigió tantas orquestas como pequeños contratos le ofrecieron. En paralelo, y como había tenido que hacer siempre, fundó sus propios pequeños proyectos. Entre los más destacados,  la consolidación de la Bach Society y, en una segunda versión de la orquesta de Nueva York, la creación de la Women's String Orchestra (o Women's String Ensemble). Durante los años cuarenta Antonia desarrolló su carrera alrededor de Denver, a pesar de que fue invitada a dirigir a Nueva York en varias ocasiones. El año 1945, con el fin de la guerra, Brico fue rechazada por primera vez como candidata a la dirección permanente de la Orquesta Sinfónica de Denver. Durante los años siguientes, su nombre apareció insistente cada vez que la orquesta hacía audiciones para recibir un nuevo director residente, pero fue siempre ignorada por el hecho de ser mujer.
En 1946, Brico volvió a Europa, donde su talento, según se sabe, era más reconocido. Dirigió en Suecia, en Austria y en Holanda, y Adrian Boult la invitó al Royal Albert Hal de Londres. Allá dirigió la Orquesta Sinfónica de Londres, y Jean Sibelius, quien ya la había visto dirigir en los Estados Unidos durante los años treinta y que estaba presente en la sala, quedó maravillado. De hecho, justo después la invitó a dirigir un festival monográfico dedicado a su música en Helsinki.[cita requerida]
Antonia Brico mantuvo relaciones de pareja intensas con varios hombres durante su vida, a pesar de que nunca se casó. Sibelius fue uno de ellos: la suya fue una  relación amistosa desde que se conocieron, en 1937, hasta la muerte del compositor, en 1957. Sibelius fue la figura que ligaba a Antonia con Europa, donde le aseguraba orquestas como directora invitada. Las anotaciones de Antonia Brico a las composiciones de Jean Sibelius la convirtieron en una autoridad musicológica en la obra del compositor finlandés y han ayudado a la musicología a profundizar en muchos aspectos de su producción.
Antonia Brico volvió a los Estados Unidos para quedarse. En 1947, un grupo de músicos amateurs la contactaron para ofrecerle el único trabajo de directora residente que regentó. Se trataba de la Denver Bussinessmen's Orchestra, una pequeña formación que dirigió hasta el fin de su carrera. Puede decirse entonces que hubo una etapa extensa del siglo XX, que va desde el 1947 hasta 1981, durante la cual Brico se mantuvo en un anonimato casi completo. Dirigía solo cinco conciertos al año con su pequeña orquesta, rebautizada en 1967 por Brico como la Bussinessmen's Orchestra. Dirigió también la Denver Opera Association, la Women's String Orchestra y la Boulder Philarmonic Orchestra, combinando todas estas actividades con la enseñanza. Brico, no obstante, se sentía vacía.

### Cuarta etapa (1971-1989)
En una escena del documental Antonia: a Portrait of the Woman, de Judy Collins (1971), Antonia Brico hace estas declaraciones: 

«Tengo cinco presentaciones al año. Tengo fuerza suficiente como para tener cinco al mes. Doy clases... pero me siento frustrada. Es como darle un poco de pan a una persona que muere de hambre... Cada vez que escucho el nombre Evgenia Svetlana, muero por dentro... porque ella es mujer en Rusia y está dirigiendo todo el tiempo.»

La vida de Antonia Brico cambió en 1971, cuando Judy Collins, conocida cantante de música folk del momento, decidió grabar un documental sobre su biografía. Judy Collins había estudiado piano de adolescente (durante los años cincuenta) con Brico en Denver, y había mantenido una relación estrecha. Con el afán de dar a conocer su historia, presentó el documental Antonia: a Portrait of the Woman, dirigido junto con Jill Godmilow, en 1974. El trabajo retrata la historia de una mujer que a finales del siglo XX no puede entender -como se lee, entre líneas, en la cita anterior- cómo la discriminación de género todavía le corta las alas de este modo. Y todavía debía de ser más frustrante ver cómo, al otro lado del océano, en una Rusia que muchos norteamericanos consideraban todavía infernal, una mujer (Evgenia Svetlana, compañera suya en la lucha incansable por el reconocimiento artístico y laboral de la mujer) era libre de dirigir tanto como podía.
El documental sobre Antonia Brico tuvo un gran éxito entre la audiencia de principios de los años setenta. De hecho, la directora fue protagonista en un escenario donde se hizo patente la ironía del destino (y sobre todo, de la era posmoderna). Y es que Brico saltó a la fama, literalmente, cuando ya contaba setenta y tres años. En 1975 fue invitada a un festival la relevancia del cual todavía hoy es vigente: el Mostly Mozart Festival, en Nueva York. Las entradas para el único concierto programado se agotaron, y se tuvo que programar otro. La CBS grabó los dos conciertos con LP, y hoy en día pueden consultarse en internet (ver referencias).
Es cuando menos revelador que los dos únicos conciertos con repercusión mediática para la directora se hayan programado durante la última parte de su vida, a pocos años de su jubilación explícita. En 1977 Brico ofreció el último recital, con la Brooklyn Philarmonia, y en 1981 dejó la dirección definitivamente —su vocación pedagógica, sin embargo, todavía permaneció activa un tiempo. La vida de Antonia se tambaleó en 1988 cuando, en una caída, se rompió la cadera, y se extinguió un año después en una residencia de Denver, Bella Vita Towers. La última etapa de su vida, marcada por la intransigencia, el impedimento sistemático y la frustración, al menos le dio esperanza, haciéndola resurgir de las cenizas en un intento de determinados sectores de la sociedad de redimirse. Es difícil olvidar las amargas reacciones —captadas por Collins en su documental— de una mujer que luchó toda la vida para hacerse un lugar merecido en el complicado mundo de la música clásica. Hace falta que el caso de Antonia Brico sirva de ejemplo para apoyar la igualdad de oportunidades en todos los ámbitos de la sociedad.

## En la cultura popular
La directora holandesa Maria Peters realizó la película De Dirigent, estrenada en 2018, sobre los primeros años de la vida de Antonia Brico, con Christanne de Bruijn en el papel protagónico. Tras terminar la película, Peters editó una novela biográfica con el mismo título.